# Lilla Karlsö
Lilla Karlsö est une petite île suédoise de la mer Baltique, située à environ 3 km à l'ouest de l'île de Gotland et 4,5 km de Stora Karlsö. L'île fait 66 mètres de haut et sa superficie est d'environ 1,6 km ². La grande partie de l'île est composée d'un plateau calcaire. D'abruptes falaises longent les bords de côte. La majorité de l'île est recouverte d'alvar. Il y a également de très vieilles forêts de feuillus, ce qui est unique pour Gotland. Il y a plusieurs grottes et des piliers de castine d'une hauteur de 16 mètres.

## Géographie

### Description
Lilla Karlsö fait partie d'un regroupement de 5 îles suédoises : Fårö, Gotska Sandön, Stora Karlsö et la plus grande Gotland.

### Faune et flore
L'île est surtout connue pour sa richesse ornithologique et sa flore. Il y a des colonies de plusieurs milliers de paires de guillemot et de petit pingouin (alca torda), tous deux de la famille des alcidae. Il y a aussi plusieurs plantes très rares pour la Suède comme la lactuca quercina ("Karlsösallat" en suédois), l'asplenium scolopendrium et de la petrorhagia prolifera.

## Protection
Lilla Karlsö, classée en tant que réserve naturelle, bénéficie de la protection de l'UICN.
L'Union Internationale pour la Conservation de la Nature (IUCN) est la principale ONG mondiale consacrée à la cause de la conservation de la Nature. Lilla Karlsö appartient à la catégorie V, ce qui correspond à un paysage terrestre ou marin protégé : aire protégée gérée principalement dans le but d'assurer la conservation de paysages terrestres ou marins et à des fins récréatives.

## Anecdote
Très attaché à sa terre natale, le groupe suédois Kent a donné le nom d'une colline de Lilla Karlsö à son quatrième album : Hagnesta Hill (en).

## Transports
Depuis 1954, l'île est la propriété de la Société suédoise de conservation de la nature. Elle est maintenant une réserve naturelle. Pendant l'été, des bateaux d'excursion partent de Klintehamn (Gotland) vers les îles Karlsö.